# یو د هان
یو د هان (هلندی: Jo de Haan؛ ۲۵ دسامبر ۱۹۳۶ – ۱۹ آوریل ۲۰۰۶) دوچرخه‌سوار اهل هلند بود.
از باشگاه‌هایی که در آن رکاب زده‌است می‌توان به تیم دوچرخه‌سواری سن-رافائل، تیم دوچرخه‌سواری السیون، تیم دوچرخه‌سواری پژو، و تیم دوچرخه‌سواری تلویزیر اشاره کرد.